# Pique Rouge de Bassiès
La pique Rouge de Bassiès est un sommet des Pyrénées françaises situé dans le département de l'Ariège en région Occitanie. Situé sur une crête granitique, à 8 km au sud-ouest d'Auzat, il culmine à 2 676 m.

## Géographie
Partagé à son sommet entre les communes d'Aulus-les-Bains et d'Auzat, la pique Rouge de Bassiès est difficilement visible des alentours, sauf à prendre de l'altitude, du fait de son altitude moyenne et de sa situation enclavée.

## Voies d'accès
L'ascension classique s'effectue par le versant nord, soit depuis la vallée de Vicdessos par le ruisseau de l'Escale et les étangs des Lavants de l'Escale, soit depuis la vallée du Garbet qui s'estompe d'abord dans l'étang du Garbet pour finir dans l'étang Bleu.
Le refuge de Bassiès, est situé au nord du sommet, à 1 650 m d'altitude au milieu du cirque de Bassiès, sur le GR 10, et offre 50 places, du 1er juin au 30 septembre.

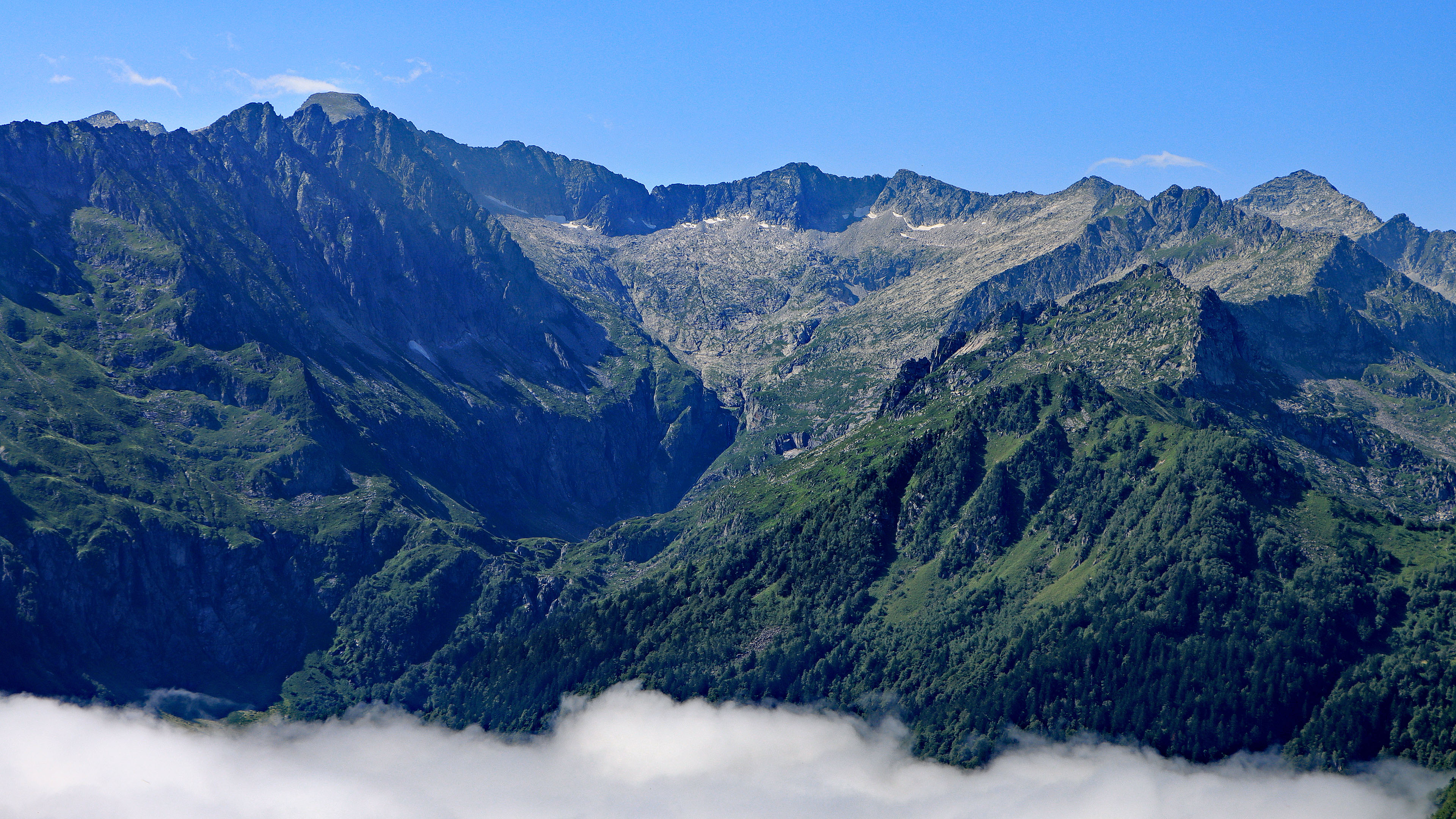
Le cirque du Garbet vu depuis le col d'Agnes.
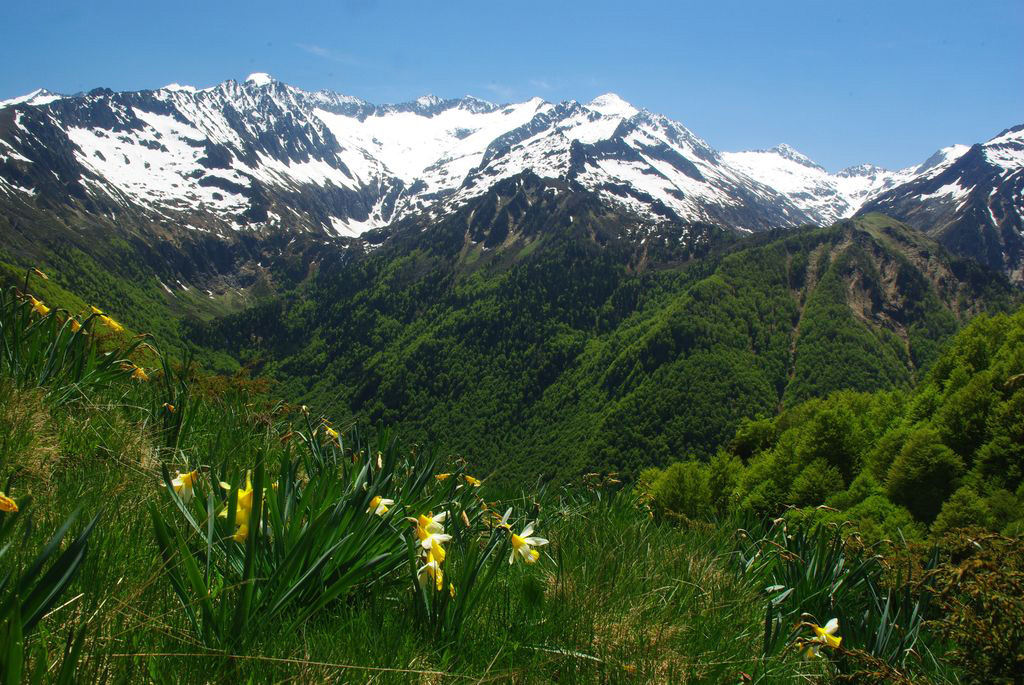
Vue sur les cirques du Garbettou, du Garbet et sur la pique Rouge de Bassiès depuis le col d'Agnes.